# Supervideograph
Supervideograph o Supervideografen è un metodo professionale simile al cinerama, consistente in una tecnica di ripresa a cinque cinecamere, in genere  per coprire un angolo visuale prossimo al giro di orizzonte, e generalmente di 225°.
Utilizzato largamente per documentari spettacolari (sole di mezzanotte, aurore boreali) nei Paesi nordici.
Il sistema è stato sviluppato dal regista norvegese Ivo Caprino.